# Ле-Бреле
Ле-Бреле (фр. Les Breuleux) — громада  в Швейцарії в кантоні Юра, округ Франш-Монтань.

## Географія
Громада розташована на відстані близько 45 км на північний захід від Берна, 31 км на південний захід від Делемона.
Ле-Бреле має площу 10,8 км², з яких на 7,7% дозволяється будівництво (житлове та будівництво доріг), 62,2% використовуються в сільськогосподарських цілях, 30% зайнято лісами, 0,1% не є продуктивними (річки, льодовики або гори).

## Демографія
2019 року в громаді мешкало 1533 особи (+9,6% порівняно з 2010 роком), іноземців було 11,9%. Густота населення становила 142 осіб/км².
За віковим діапазоном населення розподілялося таким чином: 21,9% — особи молодші 20 років, 57,8% — особи у віці 20—64 років, 20,3% — особи у віці 65 років та старші. Було 664 помешкань (у середньому 2,3 особи в помешканні).
Із загальної кількості 1142 працюючих 65 було зайнятих в первинному секторі, 830 — в обробній промисловості, 247 — в галузі послуг.